# Stanisław Baran (działacz komunistyczny)
Stanisław Baran ps. „Bolek” (ur. 18 listopada 1906 w Libiążu, zm. 6 maja 1944) – górnik, działacz komunistyczny, oficer Gwardii Ludowej i Armii Ludowej.

## Życiorys
W dzieciństwie wraz z rodziną wyemigrował do Francji, gdzie ukończył szkołę powszechną, a następnie pracował w kopalni „Agache” w Fenain w departamencie Nord. Od 1924 członek Francuskiej Partii Komunistycznej (FPK). Za działalność komunistyczną został wydalony w 1929 z Francji do Polski. Po bezskutecznym poszukiwaniu pracy w kraju próbował nielegalnie wyjechać do Francji, gdzie przebywała jego żona Maria. W czasie podróży został aresztowany na terenie Niemiec; przez kilka miesięcy był więziony, po czym został przekazany władzom polskim i w kraju trafił ponownie do więzienia (na 6 miesięcy) za nielegalne przekroczenie granicy.
Po wyjściu na wolność wstąpił do KPP. W 1931 wyjechał do Francji pod fałszywym nazwiskiem, ale po paru miesiącach władze francuskie deportowały go ponownie do Polski. Po sprowadzeniu z Francji żony osiedlił się w rodzinnych stronach. Będąc do września 1939 bezrobotnym, na utrzymanie rodziny zarabiał zbieraniem grzybów i domokrążnym handlem lekarstwami. Jednocześnie prowadził działalność komunistyczną. Na przełomie 1931–1932 został aresztowany za udział w zorganizowaniu strajku w kopalni „Janina” i na 6 miesięcy osadzony w krakowskim więzieniu. Ponownie aresztowany w 1936 i 1939, po czym osadzony w więzieniu w Krakowie, gdzie we wrześniu 1939 zastał go wybuch wojny. Ewakuowany z innymi więźniami w kierunku Warszawy, ciężko zachorował na zapalenie płuc i przez parę miesięcy przebywał w łódzkim szpitalu.
Po powrocie do Libiąża skontaktował się z dawnymi towarzyszami, a wiosną 1942 zorganizował w powiecie chrzanowskim pierwszą komórkę PPR, a w październiku 1942 pierwszą grupę bojową Gwardii Ludowej, tzw. grupę libiąską, która stała się zalążkiem oddziału GL im. Jarosława Dąbrowskiego. Po utworzeniu tego oddziału w maju 1943, w wyniku połączenia grupy libiąskiej z grupą mętkowską, Stanisław Baran stanął na jego czele. Dowodził wieloma akcjami bojowymi, m.in. pierwszymi akcjami kolejowymi, w wyniku których w nocy z 5 na 6 oraz w nocy z 6 na 7 czerwca 1943 wykolejone zostały dwa pociągi na trasie Mysłowice-Oświęcim oraz na trasie Mysłowice-Jęzor.
Za przeprowadzenie tych akcji oddział został wyróżniony przez Sztab Główny GL. Od chwili powstania PPR Stanisław Baran był członkiem komitetu podokręgowego PPR oraz komendantem podokręgowym GL w Chrzanowie. W sierpniu 1943, po aresztowaniu sekretarza komitetu podokręgowego Tomasza Baranowskiego, objął tę funkcję, pozostając nadal dowódcą oddziału GL. W marcu 1944 mianowano go szefem sztabu V (Śląskiego) Obwodu AL. W wyniku uzyskanych informacji konfidencjonalnych hitlerowcom udało się ustalić miejsce, w którym ukrywali się partyzanci (bunkier w lesie). 6 maja 1944 grupa partyzantów ze Stanisławem Baranem na czele została otoczona przez silne oddziały niemieckie. Stanisław Baran wraz z czterema partyzantami zginął na miejscu w walce, czterej pozostali, ciężko ranni, dostali się w ręce Niemców.
Pośmiertnie Stanisław Baran ps. „Bolek” został odznaczony Orderem Krzyża Grunwaldu III klasy.